# جودی دیدوک
جودی دیدوک (انگلیسی: Judy Diduck؛ زادهٔ ۲۱ آوریل ۱۹۶۶) بازیکن هاکی روی یخ اهل کانادا است.